# Harpophora graminicola
Harpophora graminicola är en svampart som först beskrevs av Deacon, och fick sitt nu gällande namn av W. Gams 2000. Harpophora graminicola ingår i släktet Harpophora och familjen Magnaporthaceae.   Inga underarter finns listade i Catalogue of Life.